# Nevinnomyssk
Nevinnomyssk (en russe : Невинномысск) est une ville du krai de Stavropol, en Russie. Le seul monogorod du territoire de Stavropol. Sa population s'élevait à 113 112 habitants en 2025. Depuis le 22 décembre 2017, le territoire est en avance sur le développement socio-économique.
Le 29 octobre 2020, la douma du territoire de Stavropol attribue à Nevinnomyssk le titre honorifique de « Ville de la vaillance militaire ».

## Géographie
Nevinnomyssk se trouve au point de confluence du fleuve Kouban et de la rivière Bolchoï Zelentchouk. Le canal de Nevinnomyssk est un canal d'irrigation long de 49,2 km : il est alimenté par le Kouban, au nord de la ville, et irrigue la vallée de l'Yegorlyk. La route fédérale R217, qui relie la M4 à la frontière avec l'Azerbaïdjan en longeant le Caucase, traverse la ville. Une autre route mène vers Stavropol.
Nevinnmyssk est située à 54 km au sud de la ville de Stavropol. 

## Histoire
Nevinnomyssk est une stanitsa fondée en 1825 par les Cosaques près d'un fortin. Elle accède au statut de ville en 1939. Elle connaît un rapide développement à partir des années 1960 à la suite de la mise en service de l'important complexe chimique « Azot », spécialisé dans la production d'engrais azotés, en 1962.

## Population
Recensements (*) ou estimations de la population
| 1849  | 1874  | 1897* | 1913   | 1939*  | 1959*  | 1970*  |
| ----- | ----- | ----- | ------ | ------ | ------ | ------ |
| 2 037 | 3 108 | 8 371 | 15 293 | 23 600 | 39 806 | 85 067 |

| 1979*   | 1989*   | 2002*   | 2006    | 2010*   | 2012    | 2013    |
| ------- | ------- | ------- | ------- | ------- | ------- | ------- |
| 103 708 | 121 355 | 132 141 | 121 959 | 118 360 | 118 225 | 117 663 |

| 2014    | 2015    | 2016    | 2017    | 2018    | 2019    | 2020    |
| ------- | ------- | ------- | ------- | ------- | ------- | ------- |
| 117 638 | 117 868 | 117 891 | 117 676 | 117 446 | 116 884 | 116 751 |

## Économie
L'économie de la ville repose sur l'important complexe chimique OAO Nevinnomysski Azot (russe : ОАО Невинномысский Азот) : engrais (nitrate d'ammonium, carbamide), polyéthylène ; 6 000 salariés.
OAO Arnest est la plus importante usine russe d'aérosols. On fabrique également à Nevinnomyssk des instruments de mesure sous la marque Kvant.

## Anecdote
Le 14 décembre 2019, les habitants de la ville ont établi sur le pont le record du monde « le plus grand nombre de personnes faisant simultanément la planche ». Pendant une minute, il y avait 4 573 personnes dans la position de la planche,.